# Aeroportul Adana Şakirpaşa
Aeroportul Adana Şakirpaşa (IATA: ADA, ICAO: LTAF) este un aeroport din Adana, Adana, Turcia ce deservește zona Adana. Aeroportul a fost tranzitat în 2022 de 3.871.433 de pasageri. A fost deschis în 1937 și numit după zona deservită.
Situat la o altitudine de 199 m, aeroportul dispune de 1 pistă. Este operat de General Directorate of State Airports (Turkey)⁠(d).

## Infrastructură

### Piste
Aeroportul dispune de o singură pistă. Pista are orientarea 05/23.